# Чен, Дэнни
Дэнни Чен (кит. трад. 陳宇暉, упр. 陈宇晖, пиньинь Chén Yǔhuī; род. 26 мая 1992 года, Чайна-таун, Манхэттен, Нью-Йорк, США — 3 октября 2011 года, Кандагар, Афганистан)  — американский солдат, служивший в армии США во время войны в Афганистане. Его самоубийство привело к военному расследованию и предъявлению обвинений восьми американским солдатам, четверо из которых предстали перед военным трибуналом. Расследование показало, что Чен подвергался «расовой дискриминации, насмешкам, травле и безжалостным избиениям» со стороны сослуживцев до того, как покончил с собой 3 октября 2011 года.

## Ранняя жизнь
Чен родился и вырос в китайском квартале Манхэттена, Нью-Йорк, в семье иммигрантов из Суннинга, провинции Гуандун, Южный Китай. Его отец работал шеф-поваром, а мать — швеей.
Чен посещал начальную школу P.S. 130 M, окончил среднюю школу Pace University High School на Манхэттене в 2010 году и получил полную стипендию для обучения в колледже Баруха Городского университета Нью-Йорка на Манхэттене. Однако у Чена были другие амбиции, и в январе 2011 года он вступил в армию. После окончания военной службы он планировал вернуться в Нью-Йорк и работать в Департаменте полиции Нью-Йорка.

## Карьера
После завершения базовой подготовки в Форт-Беннинге, штат Джорджия, в апреле 2011 года, рядовой Чен был направлен в роту C, 3-й батальон, 21-й пехотный полк, 1-я боевая группа «Страйкер», 25-я пехотная дивизия, которая базируется в Форт-Уэйнрайт, штат Аляска. В августе он был направлен со своим подразделением в провинцию Кандагар в Афганистане.

## Смерть на базе
3 октября, через два месяца после его отправки, Чен был обнаружен мертвым от огнестрельного ранения, нанесенного самому себе, в своем жилом помещении на базе в провинции Кандагар, Афганистан.
Официальное расследование показало, что рядовой Чен страдал от физического насилия и этнических оскорблений. Начальство издевалось над ним и распространяло ложные обвинения. Однажды ночью они вытащили его из постели и протащили по полу, как тряпичную куклу, потому что он не выключил водонагреватель после душа. Военные предоставили родителям мало информации, пока проводили свое расследование.
Военные следователи установили, что Чен стал жертвой расовых оскорблений, насмешек и издевательств со стороны сослуживцев, а также подвергся физическому насилию до своей смерти. Согласно расследованию, Чен подвергался физическому и вербальному насилию со стороны своего начальства, которое, по-видимому, выделяло его из-за его китайского происхождения. Эти издевательства и буллинг происходили ежедневно в течение шести недель до его смерти. Будучи первым и единственным американским солдатом китайского происхождения в подразделении, он стал объектом насмешек, включая расовые оскорбления, такие как «гук», «чинк», «Джеки Чан», «соевый соус» и «Леди-дракон». Ему назначали чрезмерную караульную службу, доводящую до истощения, заставляли делать отжимания с водой во рту, а также подвергали «симуляции сидячего положения», после чего другие солдаты безжалостно били его по ногам коленями, среди прочих форм насилия и издевательств.
Согласно утверждениям, перед смертью сослуживцы забросали Чена камнями и заставили его ползти по гравию. 27 сентября 2011 года сержант вытащил Чена из постели и протащил его более чем на 15 метров (49 футов) по гравию, оставив видимые синяки и порезы на спине. Хотя об инциденте сообщили сержанту взвода и командиру отделения Чена, вышестоящему командованию о нём не сообщили. 3 октября 2011 года, в день своей смерти, другие солдаты заставили его ползти по гравию более 100 метров (330 футов), неся при этом снаряжение, а его товарищи «безжалостно бросали в него камни и гравий, не проявляя никакого раскаяния».

## Похороны
Чен был похоронен с воинскими почестями на кладбище в Валхалле, штат Нью-Йорк, 13 октября 2011 года.

## Расследование и правовые последствия
21 декабря 2011 года армия США предъявила восьми солдатам обвинения в различных преступлениях, связанных со смертью Чена:
- 1-й лейтенант Дэниел Дж. Шварц
- Штаб-сержант Блейн Дж. Дугас
- Штаб-сержант Эндрю Дж. Ван Бокель
- Сержант Трэвис Ф. Карден
- Сержант Адам М. Холкомб
- Сержант Джеффри Т. Херст
- Рядовой Томас П. Кёртис
- Рядовой Райан Дж. Оффатт

Все обвиняемые принадлежали к роте C, 3-му батальону, 21-му пехотному полку, 1-й боевой группе на базе «Страйкер», 25-й пехотной дивизии. Им были предъявлены различные обвинения, включая нападение, преступление на почве ненависти, оскорбления, травлю, неисполнение служебных обязанностей, непредумышленное убийство, жестокое обращение, дачу ложных показаний, халатность, повлекшую смерть, и создание угрозы безопасности.
После серии слушаний по статье 32, состоявшихся 5 марта 2012 года, следователи сняли самое серьёзное обвинение — непредумышленное убийство, которое предусматривает максимальное наказание в виде десяти лет лишения свободы. Четверо из восьми солдат были рекомендованы к военному трибуналу по оставшимся обвинениям, таким как причинение смерти по неосторожности, которое предусматривает максимальное наказание в виде трёх лет лишения свободы. Последующие судебные процессы проходили в Форт-Брэгге, Северная Каролина.

## Командир взвода
Первый лейтенант Дэниел Шварц из Мэриленда, выпускник Вест-Пойнта 2009 года, был командиром взвода Чена. После предварительного слушания в Кандагарском аэропорту 12 февраля 2012 года ему было рекомендовано предание суду военного трибунала. Он был обвинён по восьми пунктам, включая неспособность создать «атмосферу, в которой все обращаются с достоинством и уважением, независимо от расы», и неспособность предотвратить «оскорбления и использование расово уничижительных выражений со стороны своих подчинённых». Кроме того, он обвинялся в том, что не доложил о двух солдатах, употреблявших алкоголь в нарушение военных правил, и не доложил об одном из них за «безрассудное» использование ручной гранаты рядом с их базой.
В декабре 2012 года Шварц заключил сделку о признании вины с прокуратурой после консультаций с родителями Чена по соответствующим вопросам. Шварц не предстал перед судом, и обвинения против него были сняты. Однако он был уволен из армии по результатам закрытого разбирательства по статье 15. Подробности наказания не разглашались.

## Военные суды

### Адам Холкомб
Военный трибунал над 30-летним сержантом Адамом Майклом Холкомбом из Янгстауна, штат Огайо, одним из четырёх обвиняемых в смерти Чена, начался в июле 2012 года. Ему были предъявлены обвинения, включая непредумышленное убийство, создание угрозы безопасности, угрозу, нападение, жестокое обращение с подчинённым, неисполнение служебных обязанностей и нарушение общих правил, что в совокупности предусматривало максимальное наказание в виде лишения свободы на срок до 17 лет и 9 месяцев. Он не признал себя виновным. Судебный процесс проходил на базе Форт-Брэгг, Северная Каролина.
Деган Берхе дал показания, что Чен обсуждал суицид из-за преследований со стороны Холкомба: «Он сказал мне прямо в лицо, сэр, что хочет совершить самоубийство, потому что с ним обращаются как с собакой».
Холкомб был оправдан по обвинению в причинении смерти Чена и по большинству других обвинений, но признан виновным в нападении. Он был приговорён к тридцати дням тюремного заключения, понижен в звании на одну ступень и оштрафован на 1100 долларов в виде удержаний из заработной платы за это правонарушение.

### Райан Оффатт
В августе 2012 года стало известно, что рядовой первого класса Райан Дж. Оффутт признал себя виновным по одному пункту обвинения в дедовщине и двум пунктам обвинения в жестоком обращении. В результате сделки с правосудием обвинения в непредумышленном убийстве и создании угрозы безопасности были сняты. Оффутт называл Чена «чинком», «гуком», «китайским печеньем», «косоглазым» и «жареным пельменем». Он также пинал Чена и безжалостно бросал в него камни. Оффутт был приговорён к шести месяцам лишения свободы. При апелляции Военный апелляционный суд признал шестимесячный приговор незаконным и утвердил только понижение в звании до рядового и увольнение с позором.

### Трэвис Карден
В октябре 2012 года было сообщено, что рядовой первого класса Трэвис Карден был приговорён к десяти месяцам тюремного заключения, понижен в звании до рядового и уволен с позором после признания виновным по обвинениям, включая попытку воспрепятствовать расследованию, нанесение ударов и толчков другому солдату, а также неосторожное обращение с пистолетом в правительственном фургоне во время конфликта. Ранее Карден был признан виновным в том, что приказывал Чену выполнять унизительные физические задачи и называл его расистскими прозвищами.

### Эндрю Дж. ВанБокел
В Афганистане Ванбоккель был командиром отряда Чена на боевом посту «Палас». В ноябре 2012 года военный трибунал признал штаб-сержанта Ванбоккеля виновным в дедовщине, неисполнении служебных обязанностей и жестоком обращении с подчинённым. Он был понижен в звании на два ранга, получил выговор и был приговорён к 60 дням тяжёлых работ, из которых 45 дней были зачтены за предварительное заключение.

## Последствия
Военные подверглись критике за другие случаи гибели молодых людей, связанные с дедовщиной. В результате были проведены военные трибуналы над сослуживцами, включая сержантов и офицеров, которые были признаны допустившими или поощрявшими жестокую дедовщину, противоречащую официальной политике армии. После судебных разбирательств, связанных со смертью Чена, армия заявила, что работает над пересмотром своей политики в отношении дедовщины и, по словам официальных лиц, удвоит усилия по искоренению этой практики в своих рядах.
«Американский солдат» — опера, основанная на самоубийстве Чена и последовавших за этим трибуналах, была впервые представлена в 2014 году в Центре исполнительских искусств Джона Ф. Кеннеди. Пересмотренная и расширенная версия оперы получила мировую премьеру в 2018 году на фестивале Оперного театра Сент-Луиса. В Нью-Йорке постановка двухактной версии проходила с 12 по 19 мая 2024 года в PAC NYC.

## Почести

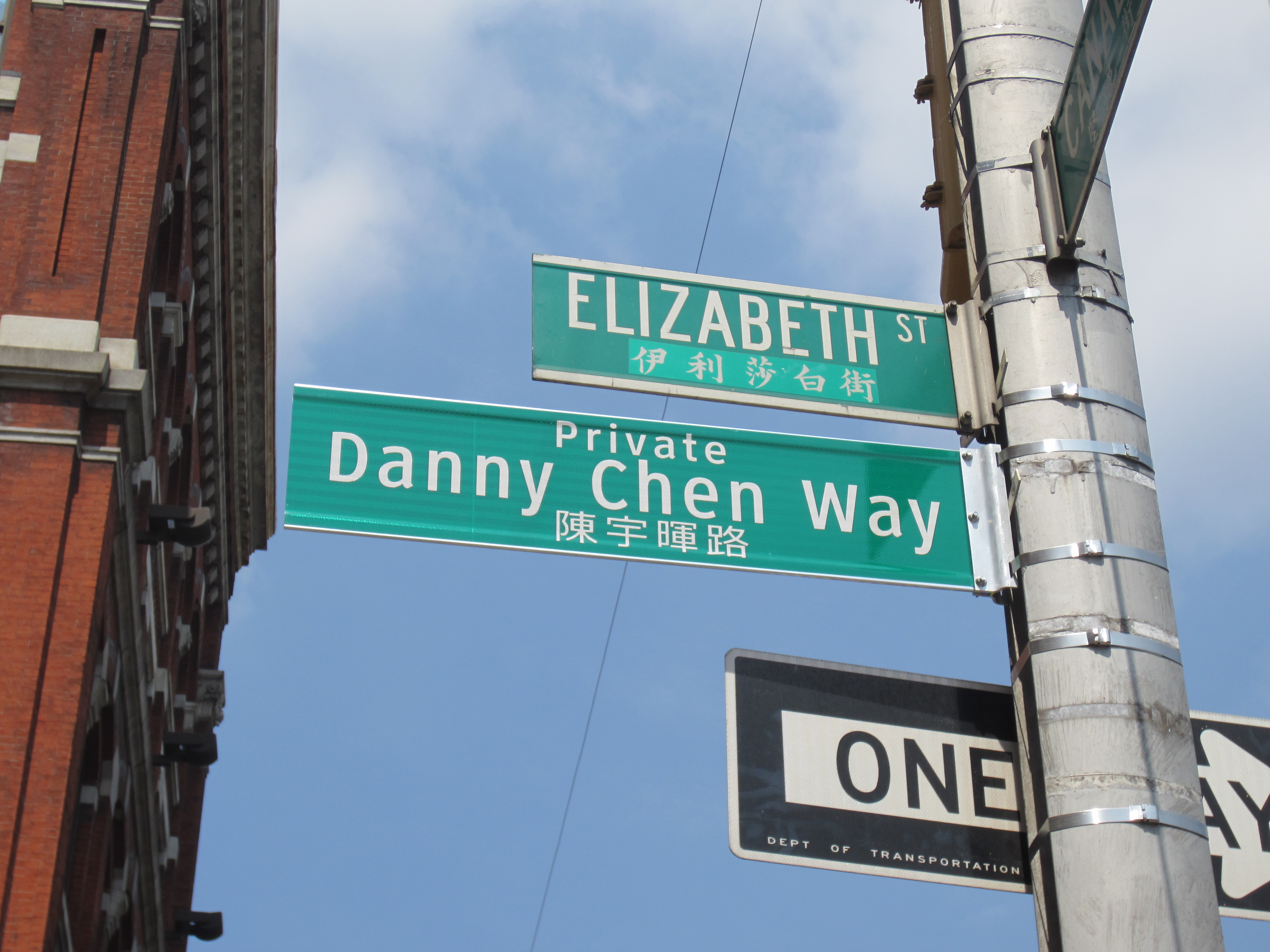
Часть Элизабет-стрит на Манхэттене была переименована в улицу Сержанта Дэнни Чена.

Отрезок Элизабет-стрит в Чайнатауне, Манхэттен, теперь также носит название «Путь рядового Дэнни Чена». Улица была переименована в честь Дэнни Чена в День поминовения в 2014 году.